# Commanderie de Temple Newsam
La commanderie de Temple Newsam est une ancienne commanderie des Templiers.

## Description géographique
La commanderie se trouve à 7 km du centre-ville de Leeds, dans le comté du West Yorkshire.

## Historique
La première mention à propos du manoir de Newsam date de 1086 dans le Domesday Book. En 1155, il devint propriété des templiers. À la suppression de l'ordre, la propriété passa dans les mains de la famille Darcy et la première personne à construire un nouvel édifice sur cet emplacement fut Thomas Lord Darcy aux alentours de 1500. Cette nouvelle construction représentait une maison à quatre côtés, munie d'une cour en son centre. Seule l'aile ouest subsiste de nos jours, celle-ci étant maintenant le bloc central de l'édifice actuel.
Le manoir était le lieu de naissance de Henry Stuart, le deuxième mari de la reine Marie Ire d'Écosse, en 1545.
La ferme, mise au jour en 1991, se trouvait à environ 1,8 km au sud de l'actuel bâtiment et près de la rivière Aire.